# Horný Hričov
Horný Hričov (maďarsky Felsőricsó do roku 1907 Felsőhricsó) je obec v okrese Žilina na Slovensku. V roce 2011 zde žilo 761 obyvatel. První písemná zmínka o obci pochází z roku 1208.